# Maria Augusta Anhalcka
Maria Augusta Antonina Fryderyka Aleksandra Hilda Ludwika Anhalcka, niem. Marie Auguste Antoniette Friderike Aleksandra Hilda Luise von Anhalt (ur. 10 czerwca 1898 w Ballenstedt, zm. 22 maja 1983 w Essen) – niemiecka arystokratka, księżniczka anhalcka, księżna pruska jako żona Joachima Hohezollerna.

## Życiorys

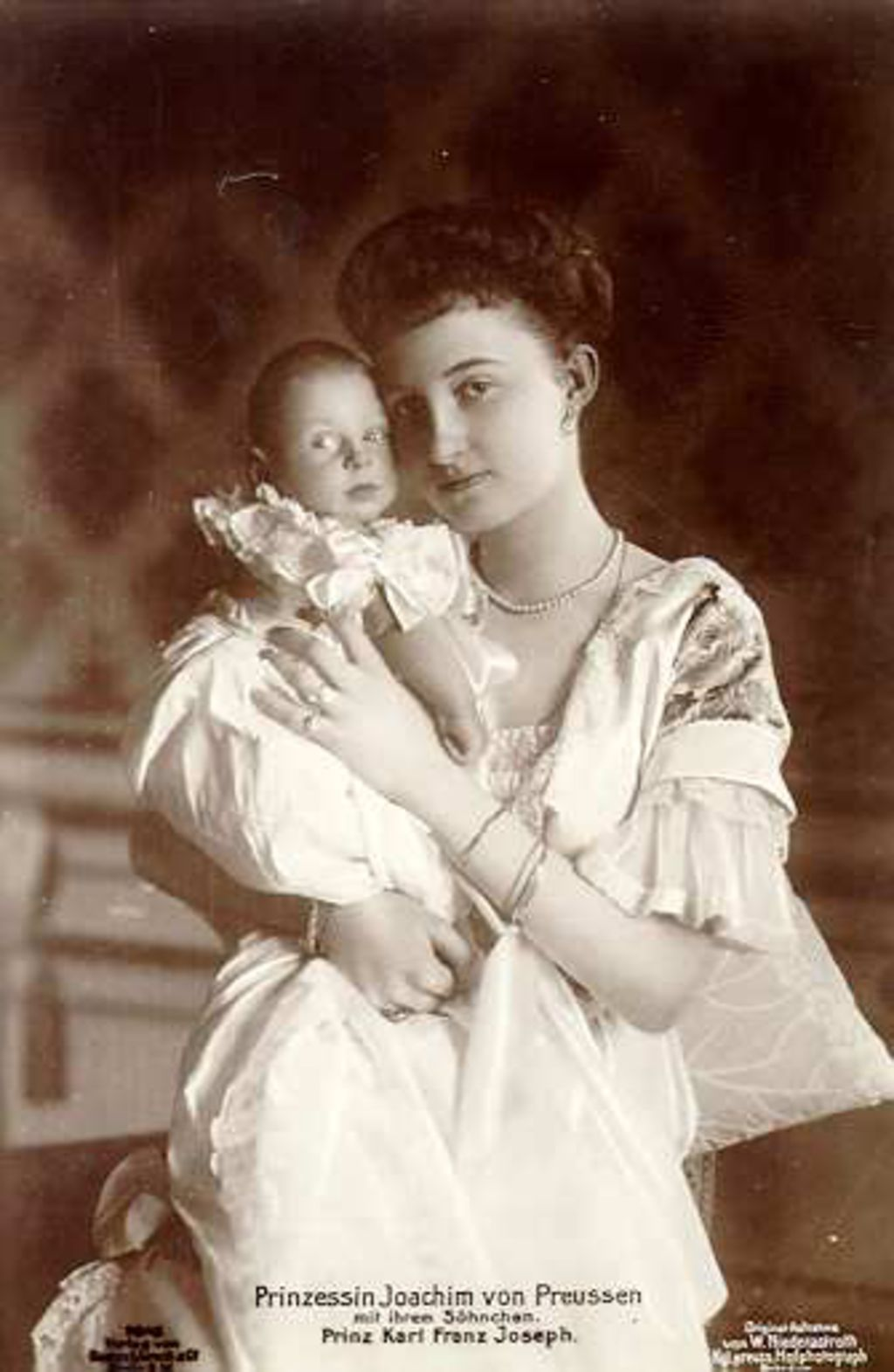
Maria Augusta z synem, 1916

Urodziła się jako trzecie dziecko i druga z córek Edwarda, księcia Anhaltu i jego żony Ludwiki Charlotty. Maria Augusta wychowywała się w Dessau. 11 marca 1916 w Berlinie Maria Augusta poślubiła Joachima Hohenzollerna, księcia pruskiego, najmłodszego syna cesarza niemieckiego Wilhelma II (oficjalne narzeczeństwo trwało od 14 października 1915). Ceremonia odbyła się w pałacu Bellevue, odprawiona w obrządku ewangelickim. Małżeństwo doczekało się jedynego syna, Karola Franciszka (1916–1975). W 1919 para rozwiodła się. Nie są znane przyczyny rozpadu małżeństwa. Jednak to wydarzenie było główną przyczyną popełnienia samobójstwa przez Joachima (18 lipca 1920).
Po samobójstwie byłego męża syn Marii Augusty został zabrany pod opiekę swojego stryja Eitela Friedricha Hohenzollerna. Rościł on sobie prawa zwierzchnika dynastii Hohenzollernów. Jednak w 1921 pretensje księcia pruskiego zostały uznane za bezprawne, a Karol Franciszek powrócił do matki. W 1922 Maria Augusta wystąpiła do sądu przeciwko Wilhelmowi II, domagając się finansowej oprawy wdowiej po zmarłym mężu. Spór ten przegrała, kiedy sąd podtrzymał argumentację pozwanego, że jego obowiązki dynastyczne wygasły wraz z ustanowieniem republiki.
27 września 1926 powtórnie wyszła za mąż za Johannesa Michaela von Loëna (ur. 1902), przyjaciela z dzieciństwa. Małżeństwo rozwiodło się w 1935.
W 1980 Maria Augusta adoptowała Hansa Roberta Lichtenberga, przedsiębiorcę, uzyskując w zamian stałą rentę w kwocie 4000 $ miesięcznie. Dawna księżniczka anhalcka zmarła opuszczona w 1983.

## Przodkowie
| 4. Fryderyk I Anhalcki (1831–1904)        |  |                                          |  |  |                                       |
|                                           |  | 2. Edward Anhalcki (1861–1918)           |  |  |                                       |
| 5. Antonina Sasko-Altenburska (1838–1908) |  |                                          |  |  |                                       |
|                                           |  |                                          |  |  | 1. Maria Augusta Anhalcka (1898–1983) |
| 6. Maurycy Sasko-Altenburski (1829–1907)  |  |                                          |  |  |                                       |
|                                           |  | 3. Ludwika Sasko-Altenburska (1873–1953) |  |  |                                       |
| 7. Augusta Saska-Meiningen (1843–1919)    |  |                                          |  |  |                                       |
|                                           |  |                                          |  |  |                                       |